# Rosentrattskivling
Rosentrattskivling (Leucopaxillus rhodoleucus) är en svampart som först beskrevs av Lars Gunnar Torgny Romell, och fick sitt nu gällande namn av Robert Kühner 1926. Rosentrattskivling ingår i släktet Leucopaxillus och familjen Tricholomataceae.  Arten är reproducerande i Sverige. Inga underarter finns listade i Catalogue of Life.